# Jeannot Emil von Grotthuß
Jeannot Emil von Grotthuß (* 5. April 1865 in Riga; † 31. August 1920 in Berlin) war ein deutscher Publizist, Literaturkritiker und Dichter.

## Leben
Jeannot Emil von Grotthuß war Angehöriger des kurländischen Geschlechts der Barone von Grotthuß. Er war ein Sohn des Rittmeisters Carl von Grotthuß und erhielt zunächst Privatunterricht auf dem elterlichen Rittergut Welikan (Grotthuß selbst verwendete in einem Gedicht die Schreibweise „Wellikan“) unweit der kurländisch-litauischen Grenze. Danach besuchte er das Gouvernements-Gymnasium in Riga sowie das Nikolausgymnasium in Libau.
Nach der Reifeprüfung 1883 ging er nach Berlin und trat in die Redaktion des Deutschen Adelsblattes ein. Zudem schrieb er sich 1885 an der Friedrich-Wilhelms-Universität für die Fächer Philosophie, Geschichte und Literaturwissenschaft ein. Doch mehr als seinem Studium widmete er sich seinen literarischen Interessen, sodass er nach einem Jahr die Universität verließ, ohne einen akademischen Abschluss erlangt zu haben. Mit Rudolf von Mosch gründete er 1886 die in Berlin erscheinende Deutsche Post. Illustrirte Halbmonatsschrift (ab 1888 mit der Titelergänzung „für Deutsche aller Länder“) als Zeitschrift für Auslandsdeutsche. Als der Oberpressverein, die Zensurbehörde für die Ostseegouvernements, 1887 den Vertrieb der Deutschen Post im Russischen Kaiserreich verbot, schied Grotthuß zeitweise aus der Redaktion aus. 1890 übernahm er noch einmal die Schriftleitung, bis die Deutsche Post im Folgejahr eingestellt wurde.
Fortan war er als freier Schriftsteller und Publizist tätig. 1894 erschien Das baltische Dichterbuch, eine Sammlung der deutschsprachigen Dichtung des Baltikums von der Livländischen Reimchronik bis in die 1880er Jahre. Johannes Bobrowski stieß darin auf die Biographie und Gedichte von Casimir Ulrich Boehlendorff; so entstand seine Erzählung Boehlendorff. 1898 begründete Grotthuß die Zeitschrift Der Türmer, Monatsschrift für Gemüt und Geist. Für mehrere literarische Zeitschriften schrieb er Rezensionen und Kritiken, insbesondere zur Lyrik. Für den Verlag Greiner & Pfeiffer in Stuttgart gab er ab 1904 die Reihe „Bücher der Weisheit und Schönheit“ heraus. Grotthuß lebte er seit den 1890er Jahren an wechselnden Orten: in Berlin, in Stuttgart, in Riga und in Bad Oeynhausen.
Grotthuß litt von Jugend auf an Schwerhörigkeit. Diese verstärkte sich im Alter und führte dazu, dass er sich in seinen letzten Jahren mehr und mehr zurückzog und schließlich vereinsamte.

## Werk
Grotthuß’ Schriften sind von seinem überzeugten, zuweilen kämpferischem Protestantismus und von seiner deutsch-nationalen Haltung geprägt. Mit seinen oft polemisch zugespitzten Kritiken und Essays und vor allem mit seinem Lebenswerk, dem „Türmer“, hatte er Einfluss im konservativen, monarchistisch gesinnten Bürgertum. Als Literaturkritiker, Lyriker und Erzähler trat er dem Naturalismus entgegen, ebenso der Philosophie Friedrich Nietzsches. Sein Roman Der Segen der Sünde (1897) gehörte zur vielgelesenen Literatur der sozialen Ober- und Mittelschicht. In seinem Buch Aus deutscher Dämmerung (1909) reflektierte er pessimistisch über die – so Grotthuß – areligiösen, „heuchlerischen“ und unsozialen Normen der Gesellschaft.

## Schriften
- Am Strome der Zeit. Dichtungen. Kymmel, Riga 1885.
- Das Baltische Dichterbuch. Eine Auswahl deutscher Dichtungen aus den Baltischen Provinzen Russlands mit einer litterarhistorischen Einleitung und biographisch-kritischen Studien. Franz Kluge, Reval 1894 (Digitalisat auf den DSpace-Seiten der Universität Tartu).
- Der Segen der Sünde. Geschichte eines Menschen. Greiner & Pfeiffer, Stuttgart 1897.
- Probleme und Charakterköpfe. Studien zur Litteratur unserer Zeit. Greiner & Pfeiffer, Stuttgart 1898 (Digitalisat im Internet Archive).
- Gottsuchers Wanderlieder. Dichtungen. Greiner & Pfeiffer, Stuttgart 1898 (Digitalisat im Internet Archive).
- Die Halben. Ein Roman aus unserer Zeit. Greiner & Pfeiffer, Stuttgart 1901.
- Aus deutscher Dämmerung. Schattenbilder einer Übergangs-Kultur. Greiner & Pfeiffer, Stuttgart 1909.